# Вторжение обитателей летающих тарелок
«Вторжение обитателей летающих тарелок» (англ. Invasion of the Saucer Men) — американский чёрно-белый комедийный научно-фантастический фильм ужасов 1957 года. Также известен под названием «Вторжение адских существ» (англ. Invasion of the Hell Creatures).

## Сюжет
Ночью на окраине маленького городка видно зарево, и все решают, что это приземлилась летающая тарелка.
Джонни Картер со своей подругой Джоан Хейден отправляются в «местечко любовников» на задворки владений местного фермера Лэркина, где кроме них уже целуются в машинах несколько парочек. По дороге они сбивают одного из инопланетян. Он из последних сил прокалывает им шину, поэтому Джонни с Джоан отправляются пешком на ферму, чтобы по телефону вызвать полицию. Вернувшись к машине, они обнаруживают, что группа инопланетян наносит повреждения крылу их машины, и парочка убегает. Когда полиция приезжает на место ДТП, обнаруживается, что никаких «зелёных человечков» нет, под колёсами машины лежит мёртвый Джо Грюэн, а на крыле имеется характерная вмятина. Джонни и Джоан забирают в полицию, где водителю предъявляют обвинение в наезде на пешехода со смертельным исходом. Молодые люди понимают, что инопланетяне очень умны и таким методом «подставы» отомстили за их сбитого товарища. Джонни и Джоан сбегают, чтобы добыть доказательства своей невиновности. Пара угоняет полицейскую машину, возвращается в лес, но ничего там не находит и решает вернуться в участок. Пока они отсутствовали, через открытое окно в их машину пробралась рука сбитого ими инопланетянина с отравленными иглами, и по пути она едва не убивает Джоан. Молодой человек и девушка успевают остановиться и выпрыгнуть из машины, заперев руку внутри. Они прибегают к Арти Бёрнсу, приятелю Джо, о котором услышали, находясь в участке, и убеждают его поехать с ними, чтобы сфотографировать руку. Это почти удаётся, так как рука исчезает от вспышки фотоаппарата. На троицу начинают надвигаться инопланетяне, пистолетные пули их не берут, но оказывается, что они боятся света. А вот света как раз и не хватает: в автомобиле садится аккумулятор. Пришельцы вкалывают алкоголь Арти, а Джонни с Джоан снова бегут на ферму, чтобы опять вызвать полицию. Однако наряд к ним ехать отказывается: экспертиза показала, что Джо умер от передозировки алкоголя, а не от удара автомобилем, а по поводу угона полицейской машины разберётся отец Джоан, адвокат. Тогда молодые люди решают ехать в «местечко любовников» и просить о помощи другие пары, которые находятся там. Колонна машин с выключенными фарами прибывает на место, окружает группу инопланетян и включает фары. Все инопланетяне растворяются. Арти оказывается жив, хоть и сильно пьян. Лэркин прогоняет всех со своей фермы. КОНЕЦ ФИЛЬМА.
Чуть ранее: К месту посадки НЛО отправляется Джо Грюэн, движимый жаждой наживы и славы. Он обнаруживает мёртвого инопланетянина под колёсами машины Джонни, пытается вызвать на место события своего приятеля, фотографа Арти Бёрнса, но тот не верит ему и продолжает спать. Тогда Джо решает продолжить изыскания самостоятельно, но на него в лесу нападает инопланетянин, вкалывает ему смертельную дозу «чистого алкоголя», и мужчина умирает. Пришельцы подкладывают его под колёса автомобиля Джонни, а своего мёртвого товарища уносят.
Ставший свидетелем зарева и услышавший разговоры о приземлении летающей тарелки лейтенант ВВС Уилкинс немедленно сообщает о случившемся полковнику. Тот быстро организует выдвижение на место посадки НЛО группы военных под своим командованием. Они пытаются войти в контакт с пришельцами, стреляют по тарелке, но внутри никого нет. Тогда военные решают вскрыть объект автогеном, но тарелка взрывается. Прибывшим полицейским полковник сообщает, что здесь разбился самолёт, и те, успокоенные, уезжают. Военные просеивают пепелище в поисках хоть каких-либо вещественных доказательств, но ничего не находят и уезжают восвояси.

## В ролях
- Стивен Террелл — Джонни Картер / рассказчик за кадром
- Глория Кастилло[англ.] — Джоан Хейден
- Фрэнк Горшин — Джо Грюэн
- Реймонд Хэттон — Лэркин, фермер
- Лин Осборн[англ.] — Арти Бёрнс
- Дуглас Хендерсон[англ.] — лейтенант ВВС Уилкинс
- Эд Нельсон — Том
- Джеймс Бриджес[англ.] — Бобби
- Анджело Росситто — инопланетянин
- Пол Блейсделл[англ.] — инопланетянин (в титрах не указан)
- Боб Бёрнс-третий[англ.] — инопланетянин (в титрах не указан)

## Производство
- Рабочим названием картины было «Космонавты в субботу вечером» (англ. Spacemen Saturday Night), и комической составляющей не планировалось, однако в процессе работы она получилась комедийной.
- Летающую тарелку и костюмы инопланетян создал художник и скульптор Пол Блейсделл[англ.], и сам сыграл одного из них, впрочем, без указания в титрах. Ещё одного инопланетянина без указания в титрах сыграл Боб Бёрнс-третий[англ.], который тоже не является профессиональным актёром, а позднее стал известен как консультант, продюсер, архивариус и историк реквизита, костюмов и прочей атрибутики от фильмов в жанрах научной фантастики, фэнтези и ужасов.
- Всё действие фильма происходит в одну ночь, 98 % ленты было отснято на студийной звуковой сцене.
- Стивен Террелл и Глория Кастилло[англ.] играют (даже по собственным словам) подростков. Терреллу на момент съёмок было 28 лет, Кастилло — 24 года.
- Премьера ленты состоялась в июне 1957 года, в кинотеатрах фильм показывался в паре[англ.] с лентой «Я был подростком-оборотнем»[1].

## Критика
- Дейв Синделар, Fantastic Movie Musings and Ramblings. «Хотя фильм и поддерживает лёгкую атмосферу, ему очень не хватает основного элемента комедии — хороших шуток. Тем не менее, он срежиссирован с определённой энергией, показаны поистине выдающиеся инопланетяне Пола Блейсделла[англ.], лента с лёгкостью жонглирует тремя сюжетными линиями и, по-своему, это может быть квинтэссенцией кино поджанра „пришельцы против подростков“»[2].
- Ганс Вольштейн, AllMovie. Фильм «клаустрофобный, в лучшем случае» и «просто не смешной, хотя точно таким подразумевался»[3].

## Наследие
- С облика инопланетян в этой ленте скопирован Морбо — второстепенный персонаж мультсериала «Футурама».
- В 1965 году режиссёр Ларри Буханан[англ.] снял цветной телевизионный ремейк «Вторжения…» — фильм-китч «Глазастые существа[англ.]». Критик Дейв Синделар назвал его «ужасным»[2].
- В 1999 году американская поп-панк-группа The Lillingtons записала песню Invasion of the Saucermen, вошедшую в альбом Death by Television[4].
- В 2024 году на экраны вышел полнометражный мультфильм «Looney Tunes: Космическое вторжение». Образ главного антагониста, инопланетянина-захватчика, был вдохновлён обликом пришельцев из этого фильма.